# Selbstkletternde Jungfernrebe
Die Selbstkletternde Jungfernrebe (Parthenocissus quinquefolia) wird auch als Wilder Wein bezeichnet, ebenso wie die Dreispitzige Jungfernrebe (Parthenocissus tricuspidata). Gewöhnliche Jungfernrebe (Parthenocissus vitacea) und andere Pflanzenarten aus der Gattung Jungfernreben (Parthenocissus) innerhalb der Familie der Weinrebengewächse (Vitaceae).

## Beschreibung

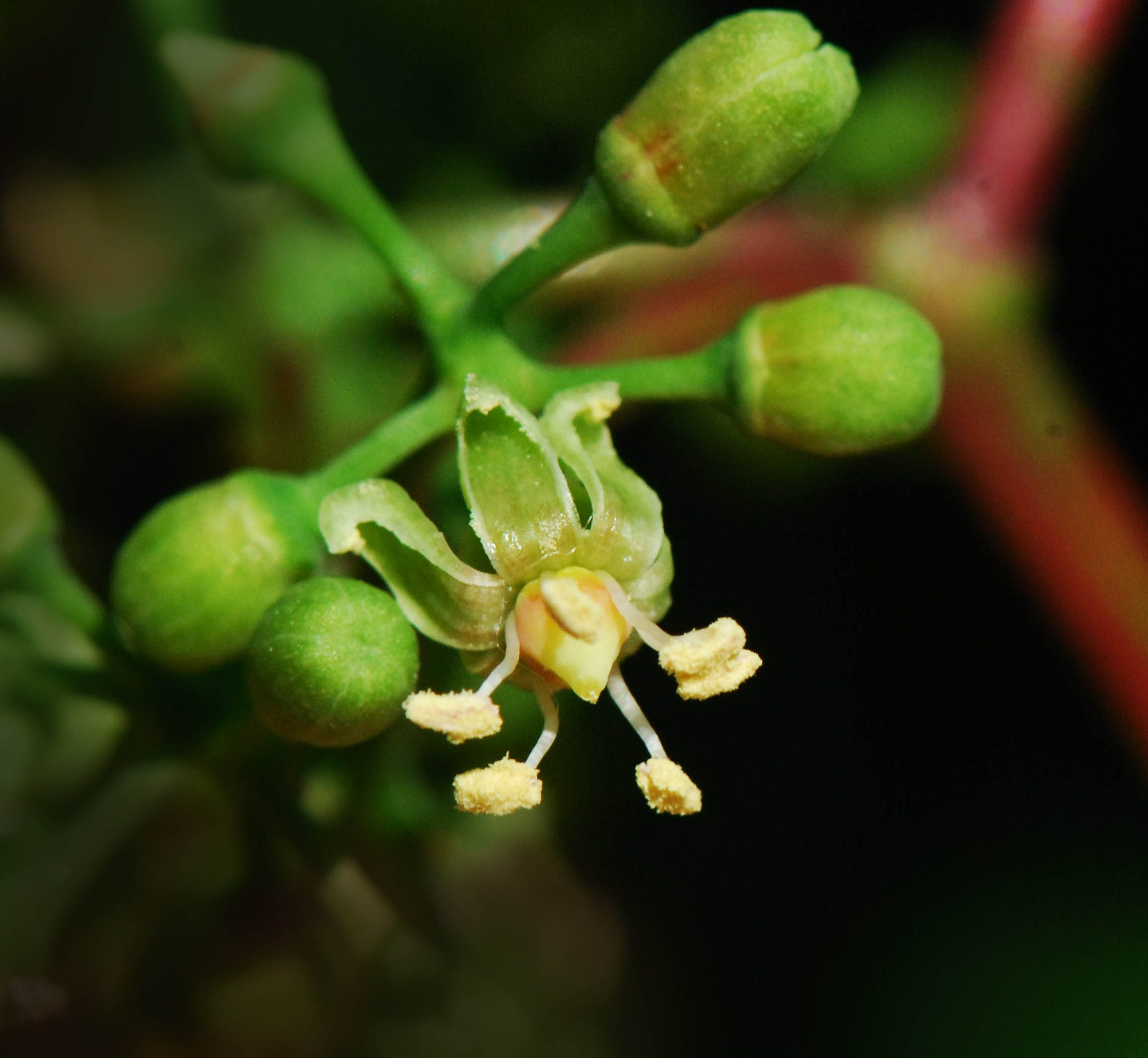
Blüte

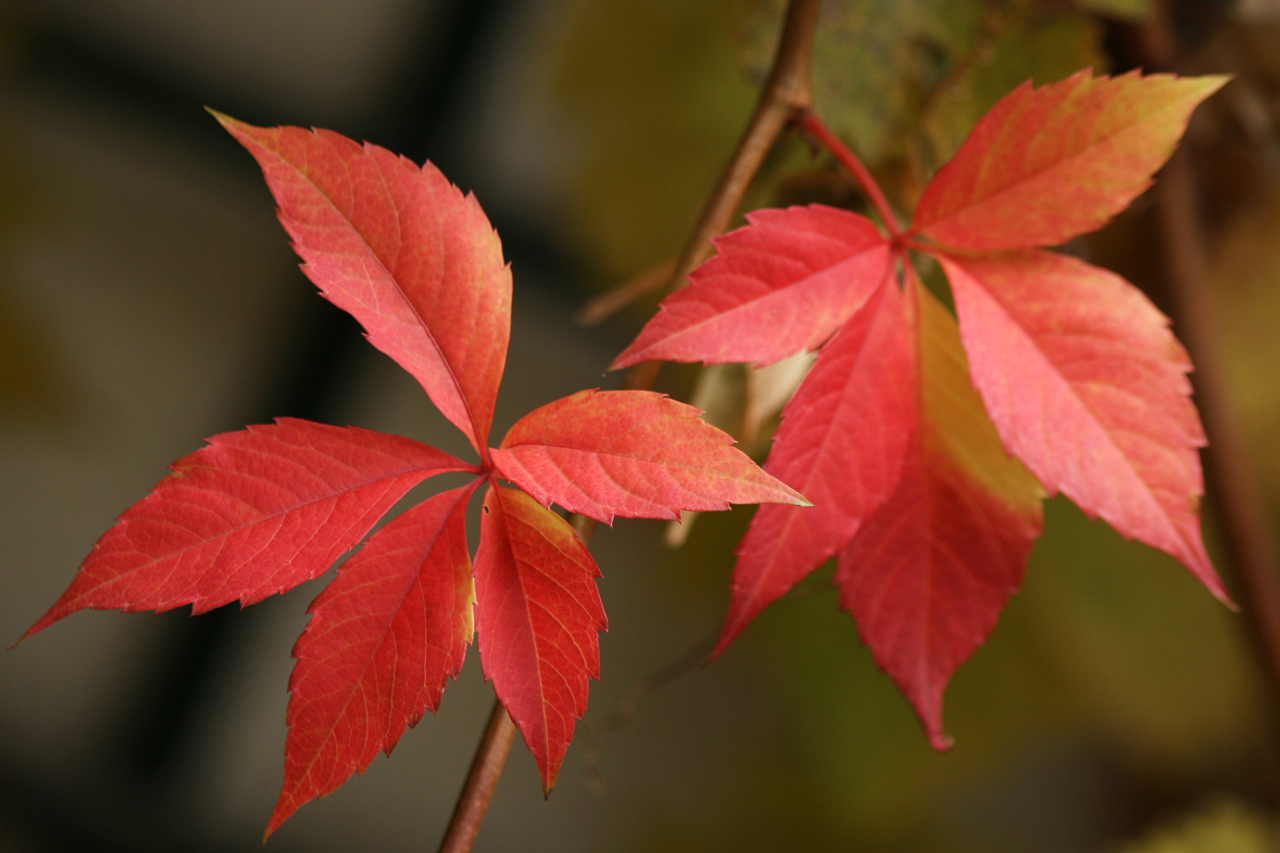
Namensgebende Blattform von Laubblättern in Herbstfärbung von Parthenocissus quinquefolia

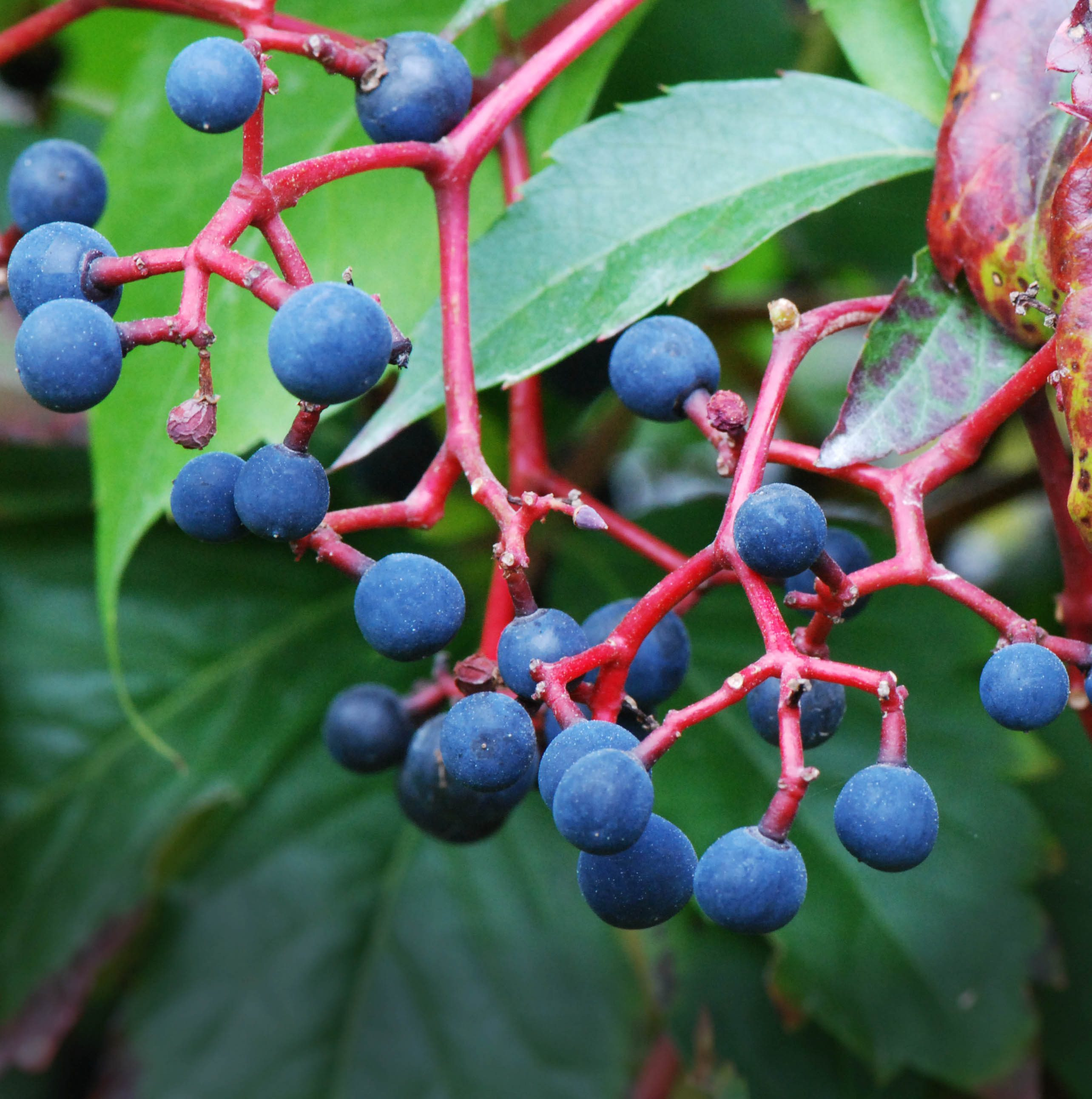
Fruchtstand

Die laubabwerfende Selbstkletternde Jungfernrebe ist eine Kletterpflanze, die Wuchshöhen von 20 bis 30 Meter erreicht. Die Ranken sind fünf- bis achtarmig und haben Haftscheiben, die sich nur bei Berührung der Ranken mit einem Substrat ausbilden. Manche Sorten können sich nur begrenzt an Wandflächen anhaften und eignen sich besser für Rankgerüste. Die Sorte 'Engelmannii' hat demgegenüber gute Klettereigenschaften.
Die wechselständigen und fünffingerigen, gestielten Laubblätter sind unterseits weißlichgrün und matt. Die zugespitzten bis geschwänzten, bis 16 Zentimeter langen, verkehrt-eiförmigen bis elliptischen Blättchen sind kurz gestielt bis fast sitzend und gröber oder feiner spitziggesägt. Die Blättchen sind unterseits heller und leicht behaart. Es sind abfallende Nebenblätter vorhanden.
Die im Juni bis Juli blühenden Blüten sind unscheinbar und grün-gelb. Sie erscheinen in fast end- oder blattgegenstädigen Rispen. Die kleinen, gestielten und fünfzähligen Blüten sind zwittrig mit doppelter Blütenhülle. Die dicken Blütenstiele werden zur Fruchtreife rot, wie auch die Blütenstandsstiele und -verzweigungen. Der Kelch ist becherförmig verwachsen und gestutzt. Die kapuzenförmigen Petalen sind zurückgelegt. Es sind kurze Staubblätter vorhanden. Der zweikammerige und konische Fruchtknoten ist oberständig mit sehr kurzem, dickem Griffel mit kleiner Narbe. Es ist ein Diskus vorhanden.
Ab September sind die erbsengroßen, kleinen, rundlichen, bis viersamigen Beeren schwarz-blau, etwa 7–9 Millimeter groß und mit meist einem Wachsüberzug „bereift“, sie werden gerne von Vögeln gefressen. Die braunen, dreikantigen, etwa 4–5 Millimeter großen und leicht glänzenden Samen sind eiförmig.
Im Herbst färben sich die Blätter scharlach- bis purpurrot. Die Selbstkletternde Jungfernrebe mag einen nährstoffreichen Boden und gedeiht im Schatten sowie in der Sonne gut.
Die Chromosomenzahl beträgt 2n = 40.

## Vorkommen
Die Heimat der Selbstkletternden Jungfernrebe ist das östliche Nordamerika von Kanada bis Florida, Kuba, Mexiko, Guatemala und El Salvador. Sie ist in Europa, Asien und im nordwestlichen Afrika ein Neophyt. Sie gedeiht in der Schweiz in Trockenwarmen Mauerfluren (Centrantho-Parietarion).
Die ökologischen Zeigerwerte nach Landolt et al. 2010 sind in der Schweiz: Feuchtezahl F = 2+ (frisch), Lichtzahl L = 3 (halbschattig), Reaktionszahl R = 3 (schwach sauer bis neutral), Temperaturzahl T = 5 (sehr warm-kollin), Nährstoffzahl N = 3 (mäßig nährstoffarm bis mäßig nährstoffreich), Kontinentalitätszahl K = 2 (subozeanisch).

## Nutzung
Einige Sorten werden wegen ihrer Herbstfärbung als Zierpflanzen verwendet.
Die Selbstkletternde Jungfernrebe ist eine der unkompliziertesten Kletterpflanzen zur großflächigen Fassaden- und Bauwerksbegrünung. Einmal angewachsen kann sie zunächst weitgehend sich selbst überlassen werden. Die Pflanze kann innerhalb von Jahrzehnten auch mehrgeschossige Gebäude überwachsen, wenn genügend Licht und Wasser zur Verfügung stehen. Im Gegensatz zu einigen Schlingpflanzen winden sich die Triebe nicht um Regenfallrohre oder andere Bauteile. Und im Gegensatz zu Efeu wachsen die Triebe zwar in Hohlräume ein, haften sich dort jedoch nicht an und entwickeln sich nicht weiter, wenn sie nicht wieder den Weg zurück ins Licht finden. Die Haupttriebe können nach einigen Jahrzehnten wie die der Weinrebe annähernd Armdicke erreichen. Da sie nicht die Tendenz haben, in Spalten hineinzuwachsen, werden in der Regel Fassadenbekleidungen oder Bauwerksanschlüsse nicht hinterwachsen.
Die Haftscheiben verbleiben am Untergrund, wenn die Pflanze entfernt wird, und sind schwer zu entfernen. Da sie sehr klein sind, sind sie in der Regel nur auf sehr glattem und gleichmäßigem Untergrund wahrnehmbar.
Die Pflanze überwächst Dachflächen, die sich nicht zu sehr aufheizen. Meist ist dies an nördlich und östlich geneigten Dachflächen der Fall.
Dies stellt kein grundsätzliches Problem dar, solange es möglich ist, gelegentlich Triebe und Blätter zu entfernen, die auf Dauer den Abfluss von Regenwasser in den Dachrinnen behindern.

## Systematik
Die Erstveröffentlichung erfolgte 1753 durch Carl von Linné unter dem Namen (Basionym) Hedera quinquefolia in Species Plantarum, 1, S. 202. Die Neukombination zu Parthenocissus quinquefolia (L.) Planch. wurde durch Jules Émile Planchon veröffentlicht. Weitere Synonyme von Parthenocissus quinquefolia (L.) Planch. sind: Ampelopsis quinquefolia (L.) Michx., Parthenocissus engelmannii Koehne & Graebn., P. quinquefolia f. engelmannii (Koehne & Graebn.) Rehder, Psedera quinquefolia (L.) Greene, Quinaria hederacea Raf. nom. illeg. superfl., Vitis quinquefolia (L.) Lam.
Die früher als Varietäten oder Unterarten geführten Formen stellen wohl nur Sorten (Ausleseformen) dar.

## Bilder

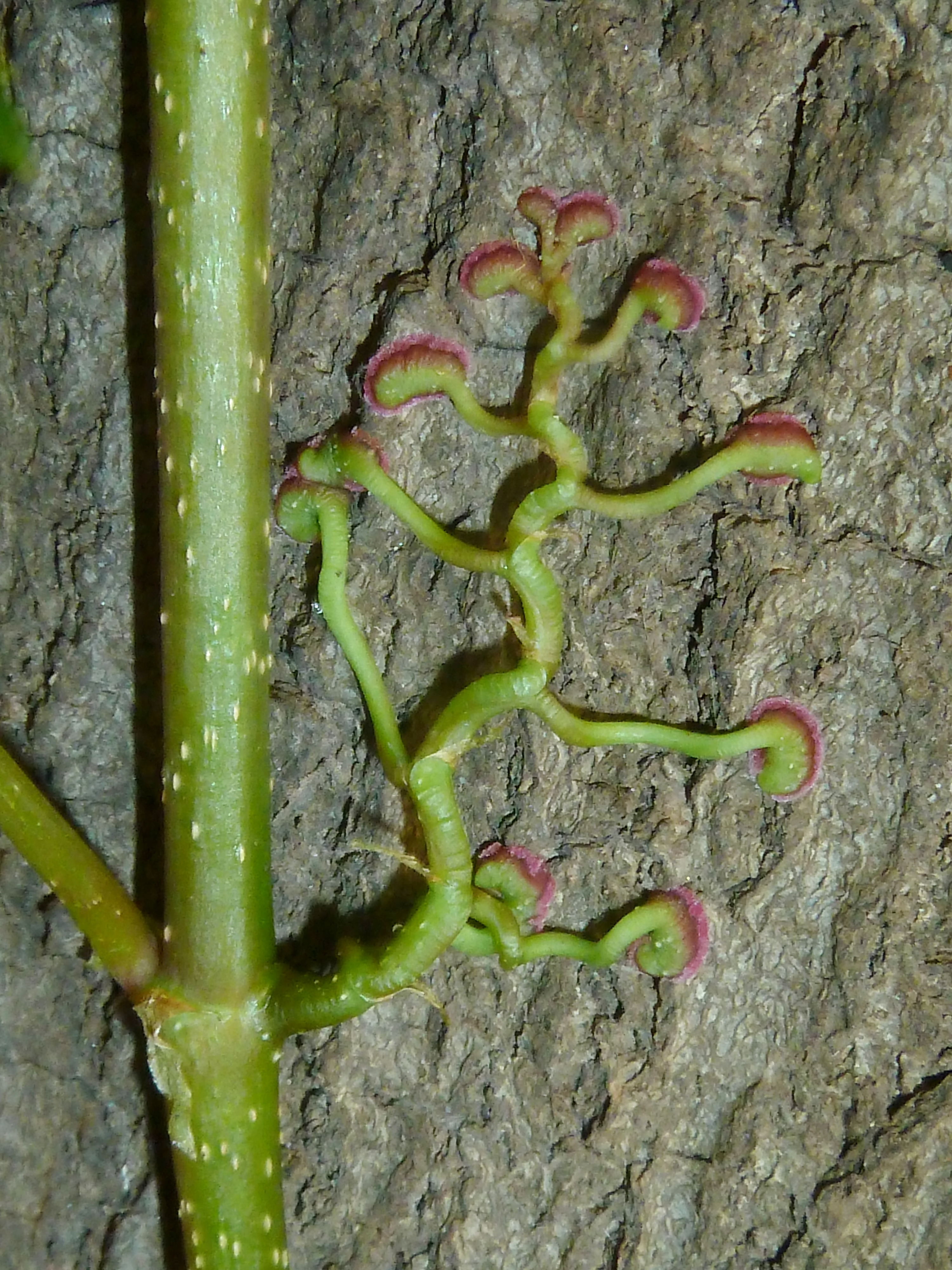
Ranke mit Haftscheiben
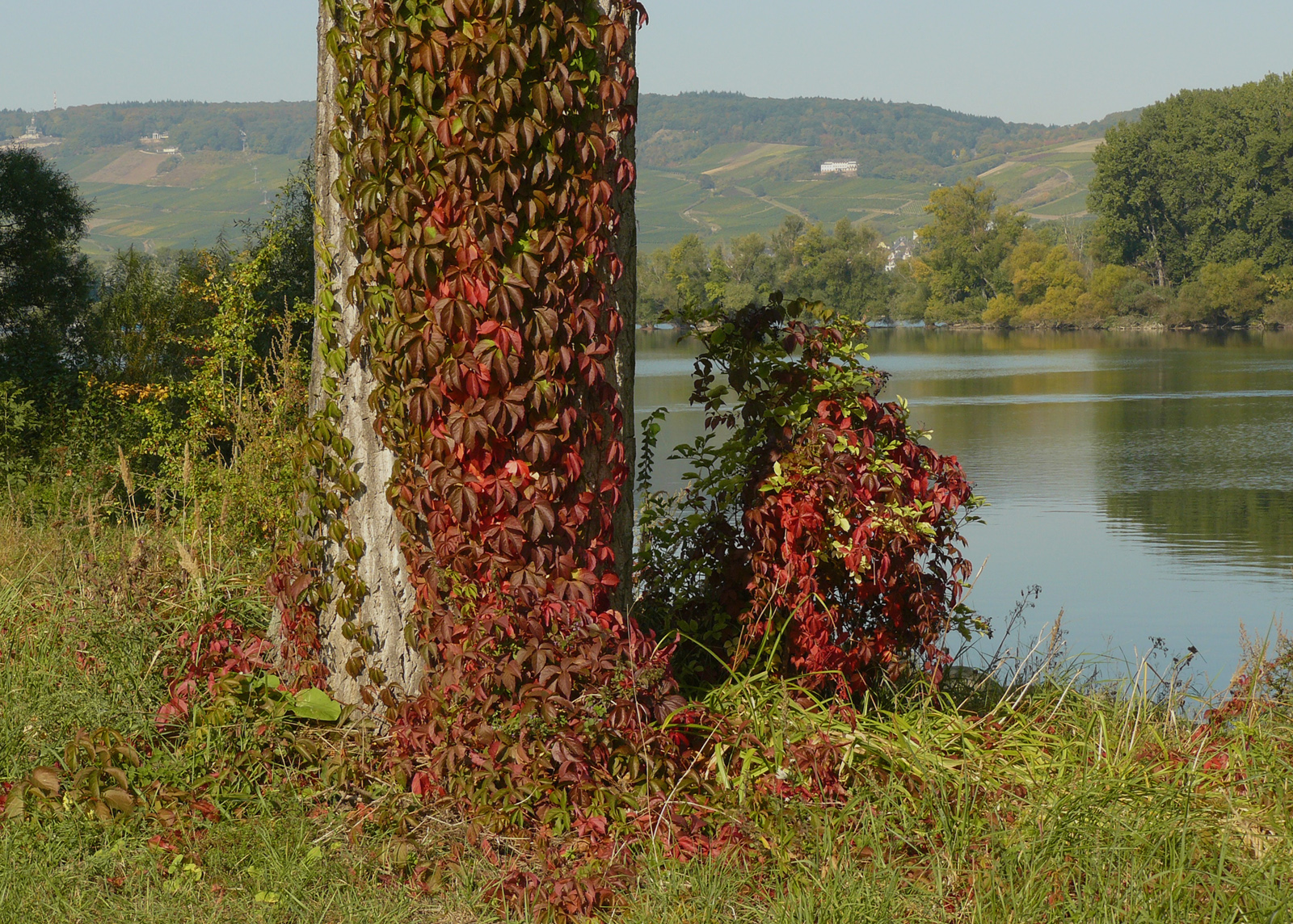
Selbstkletternde Jungfernrebe in beginnender Herbstfärbung
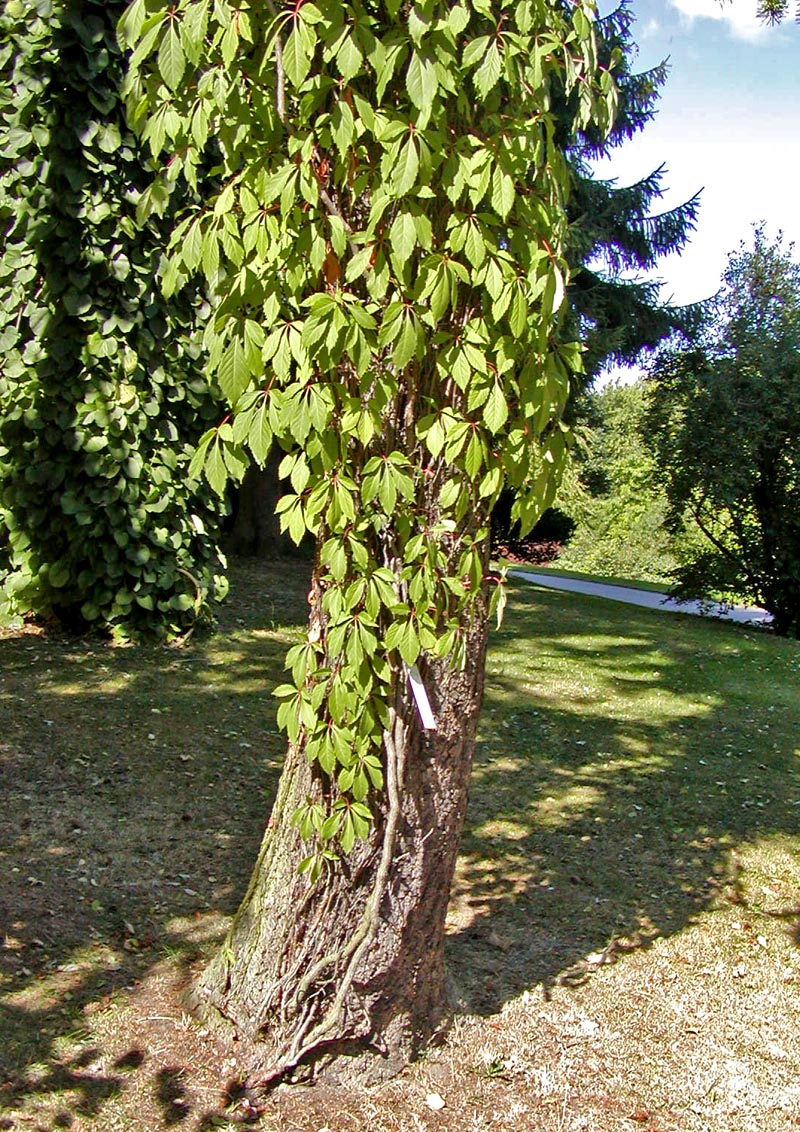
Parthenocissus quinquefolia 'Engelmannii', gut kletternde Sorte des Wilden Weins
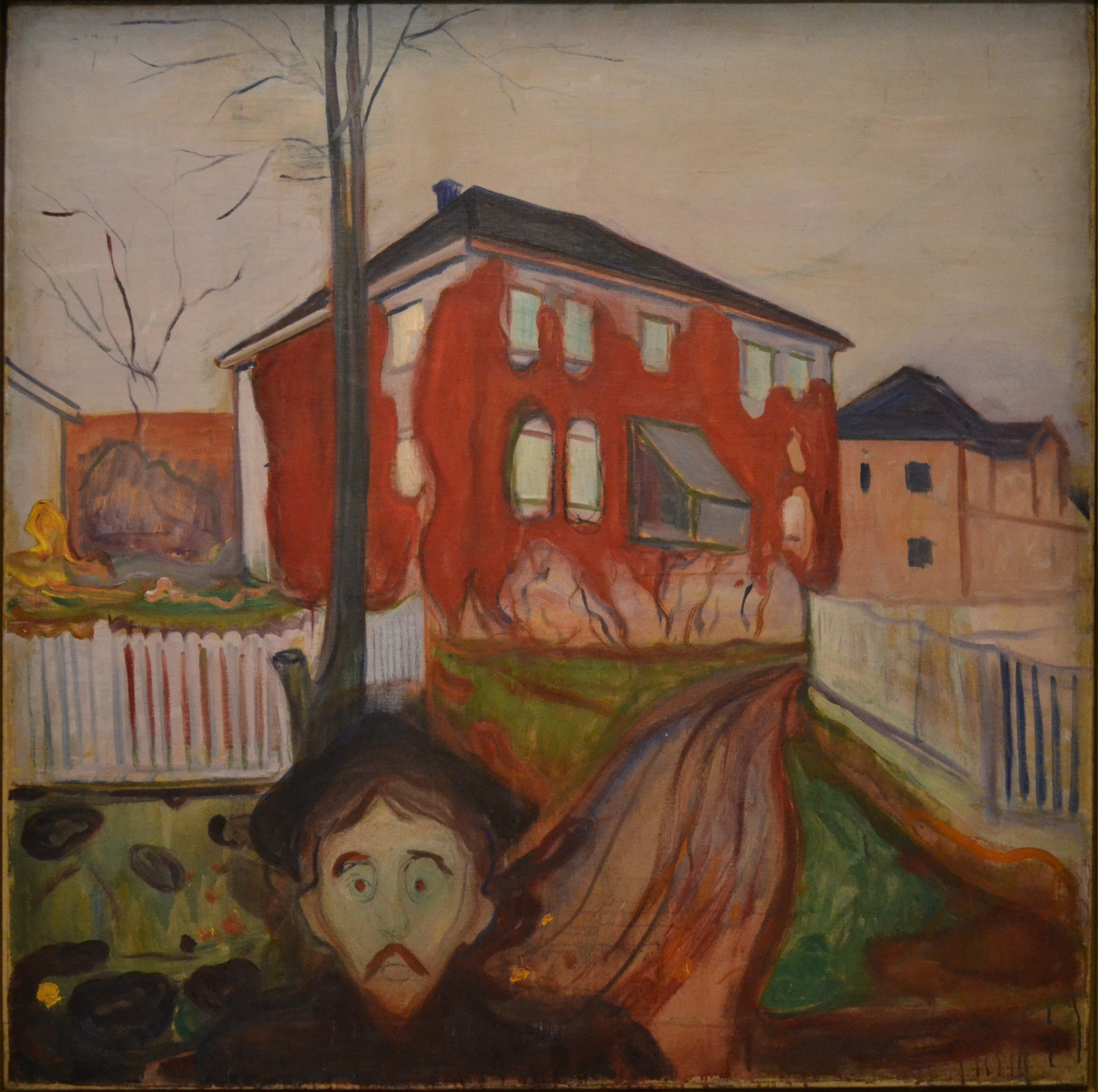
Edvard Munch: „Roter Wilder Wein“ (ca. 1900)